# Dedina Mládeže
Dedina Mládeže (hongrois : Ifjúságfalva) est un village de Slovaquie situé dans la région de Nitra.

## Histoire
Première mention écrite du village en 1954.

## Démographie

### Évolution de la population
| Année:               | 1994. | 2004.   | 2014.   | 2024.   |
| -------------------- | ----- | ------- | ------- | ------- |
| Nombre de personnes: | 527   | 499     | 454     | 415     |
| Différence:          |       | -5,31 % | -9,01 % | -8,59 % |

| Année:               | 2023. | 2024.   |
| -------------------- | ----- | ------- |
| Nombre de personnes: | 424   | 415     |
| Différence:          |       | -2,12 % |